# Ołeksij Szlakotin
Ołeksij Ihorowycz Szlakotin (ukr. Олексій Ігорович Шлякотін, ur. 2 września 1989 w Kijowie) – ukraiński piłkarz, grający na pozycji bramkarza w hongkońskim klubie Hong Kong Rangers.

## Kariera piłkarska
Wychowanek klubów Dynamo Kijów i Widradny Kijów, barwy których bronił w juniorskich mistrzostwach Ukrainy (DJuFL). Karierę piłkarską rozpoczął w 2006 roku, jednak był tylko rezerwowym bramkarzem, zarówno w drugiej i trzeciej drużynie Dynama. Latem 2008 wyjechał do Polski, gdzie przez pół roku występował w klubie Czarni Żagań. Na początku 2009 powrócił do Ukrainy, gdzie został piłkarzem Czornomorcia Odessa, ale nie rozegrał żadnego spotkania w pierwszej jedenastce i latem 2010 ponownie wyjechał do Polski. Najpierw bronił barw Zagłębia Sosnowiec, a po półtora roku przeniósł się do Korony Kielce, w której grał do grudnia 2014. W lipcu 2015 zasilił skład portugalskiego União Madeira, ale po miesiącu kontrakt został anulowany. W 2016 Szlakotin przeniósł się do Hongkongu i podpisał kontrakt z klubem Biu Chun Glory Sky, występującym w Hong Kong Premier League. W sierpniu 2018 podpisał kontrakt z Hong Kong Rangers. Z końcem sezonu 2017/2018 zawiesił swoją karierę. 22 października 2020, ponownie związał się z Hong Kong Rangers.

## Życie prywatne
Żonaty z restauratorką Elizabeth Caballero, pochodzącą z Panamy.